# Grand Champions Cup maschile 2005
La Grand Champions Cup 2005 si è svolta dal 22 al 27 novembre 2005 a Nagano e Tokyo, in Giappone: al torneo hanno partecipato sei squadre nazionali e la vittoria finale è andata per la seconda volta al Brasile.

## Impianti
|                                                                |                                                                                  |  |
|                                                                |                                                                                  |  |
| White Ring Città: Nagano Capienza: 7 000 Anno d'apertura: 1996 | Tokyo Metropolitan Gymnasium Città: Tokyo Capienza: 10 000 Anno d'apertura: 1954 |  |

## Regolamento

### Formula
Le squadre hanno disputato un'unica fase con formula del girone all'italiana.

### Criteri di classifica
Sono stati assegnati 2 punti alla squadra vincente e 1 a quella sconfitta.
L'ordine del posizionamento in classifica è stato definito in base a:
- Punti;
- Ratio dei set vinti/persi;
- Ratio dei punti realizzati/subiti;
- Risultati degli scontri diretti.

## Squadre partecipanti
| Squadra     | Qualificazione                      | Ultima partecipazione |
| ----------- | ----------------------------------- | --------------------- |
| Brasile     | 1ª al campionato sudamericano 2005  | Giappone 2001         |
| Cina        | Wild card                           | Giappone 1997         |
| Egitto      | 1ª al campionato africano 2005      | Debutto               |
| Giappone    | Paese organizzatore                 | Giappone 2001         |
| Italia      | 1ª al campionato europeo 2005       | Giappone 1993         |
| Stati Uniti | 1ª al campionato nordamericano 2005 | Giappone 1993         |

## Torneo

### Risultati
| 22 novembre 2005 White RIng, Nagano Durata: 1h:55 - Spettatori: 4 900                  | Stati Uniti | 1 - 3 | Brasile     | 27-25, 22-25, 19-25, 24-26        |
| 22 novembre 2005 White RIng, Nagano Durata: 1h:04 - Spettatori: 5 100                  | Italia      | 3 - 0 | Cina        | 25-15, 25-15, 25-17               |
| 22 novembre 2005 White RIng, Nagano Durata: 1h:51 - Spettatori: 5 800                  | Egitto      | 2 - 3 | Giappone    | 16-25, 25-23, 25-14, 23-25, 5-15  |
| 23 novembre 2005 White RIng, Nagano Durata: 1h:57 - Spettatori: 4 450                  | Cina        | 2 - 3 | Brasile     | 25-23, 28-26, 11-25, 18-25, 10-15 |
| 23 novembre 2005 White RIng, Nagano Durata: 1h:08 - Spettatori: 7 150                  | Italia      | 3 - 0 | Egitto      | 25-20, 25-18, 25-19               |
| 23 novembre 2005 White RIng, Nagano Durata: 1h:54 - Spettatori: 8 500                  | Giappone    | 1 - 3 | Stati Uniti | 22-25, 25-22, 21-25, 23-25        |
| 25 novembre 2005 Tokyo Metropolitan Gymnasium, Tokyo Durata: 1h:58 - Spettatori: 1 000 | Egitto      | 3 - 2 | Cina        | 25-23, 21-25, 21-25, 25-21, 15-12 |
| 25 novembre 2005 Tokyo Metropolitan Gymnasium, Tokyo Durata: 1h:15 - Spettatori: 2 500 | Stati Uniti | 3 - 0 | Italia      | 25-23, 25-20, 25-18               |
| 25 novembre 2005 Tokyo Metropolitan Gymnasium, Tokyo Durata: 1h:43 - Spettatori: 6 900 | Brasile     | 3 - 1 | Giappone    | 25-21, 25-20, 23-25, 25-18        |
| 26 novembre 2005 Tokyo Metropolitan Gymnasium, Tokyo Durata: 1h:11 - Spettatori: 1 600 | Egitto      | 0 - 3 | Stati Uniti | 12-25, 21-25, 15-25               |
| 26 novembre 2005 Tokyo Metropolitan Gymnasium, Tokyo Durata: 2h:11 - Spettatori: 5 000 | Italia      | 2 - 3 | Brasile     | 30-32, 20-25, 25-23, 25-22, 13-15 |
| 26 novembre 2005 Tokyo Metropolitan Gymnasium, Tokyo Durata: 2h:09 - Spettatori: 9 500 | Cina        | 2 - 3 | Giappone    | 14-25, 26-24, 20-25, 37-35, 8-15  |
| 27 novembre 2005 Tokyo Metropolitan Gymnasium, Tokyo Durata: 1h:12 - Spettatori: 1 200 | Stati Uniti | 3 - 0 | Cina        | 25-16, 25-21, 25-18               |
| 27 novembre 2005 Tokyo Metropolitan Gymnasium, Tokyo Durata: 1h:11 - Spettatori: 3 500 | Brasile     | 3 - 0 | Egitto      | 25-21, 25-20, 25-21               |
| 27 novembre 2005 Tokyo Metropolitan Gymnasium, Tokyo Durata: 1h:14 - Spettatori: 8 851 | Giappone    | 0 - 3 | Italia      | 20-25, 22-25, 20-25               |

### Classifica
| Pos | Squadra     | Pt | G | V | P | SV | SP | Ratio | PF  | PS  | Ratio |
| --- | ----------- | -- | - | - | - | -- | -- | ----- | --- | --- | ----- |
| 1   | Brasile     | 10 | 5 | 5 | 0 | 15 | 6  | 2.500 | 505 | 443 | 1.140 |
| 2   | Stati Uniti | 9  | 5 | 4 | 1 | 13 | 4  | 3.250 | 414 | 356 | 1.163 |
| 3   | Italia      | 8  | 5 | 3 | 2 | 11 | 6  | 1.833 | 399 | 358 | 1.115 |
| 4   | Giappone    | 7  | 5 | 2 | 3 | 8  | 13 | 0.615 | 463 | 469 | 0.987 |
| 5   | Egitto      | 6  | 5 | 1 | 4 | 5  | 14 | 0.357 | 368 | 433 | 0.850 |
| 6   | Cina        | 5  | 5 | 0 | 5 | 6  | 15 | 0.400 | 405 | 495 | 0.818 |

## Podio

### Campione
Formazione: 2 Elgarten, 4 Heller, 7 de Godoy, 8 Endres, 9 Nascimento, 10 dos Santos, 11 Rodrigues, 12 Fuchs, 13 Endres, 14 Santana, 16 Ribeiro, 17 Garcia, CT: de Rezende

### Secondo posto
Formazione: 2 Pieter Olree, 3 James Polster, 4 Christopher Tamas, 5 Richard Lambourne, 6 Phillip Eatherton, 7 Donald Suxho, 8 William Priddy, 9 Ryan Millar, 10 Riley Salmon, 12 Thomas Hoff, 13 Clayton Stanley, 16 David McKienzie, CT: Hugh McCutcheon

### Terzo posto
Formazione: 1 Luigi Mastrangelo, 3 Giacomo Sintini, 5 Valerio Vermiglio, 7 Alessandro Paparoni, 8 Alberto Cisolla, 9 Cristian Savani, 10 Luca Tencati, 12 Mirko Corsano, 14 Alessandro Fei, 16 Michał Łasko, 17 Paolo Cozzi, 18 Matej Černič, CT: Gian Paolo Montali

## Classifica finale
| Pos | Squadra     |
| --- | ----------- |
|     | Brasile     |
|     | Stati Uniti |
|     | Italia      |
| 4   | Giappone    |
| 5   | Egitto      |
| 6   | Cina        |

## Premi individuali
| Premio                | Nome             | Squadra     |
| --------------------- | ---------------- | ----------- |
| MVP                   | André Nascimento | Brasile     |
| Miglior realizzatore  | André Nascimento | Brasile     |
| Miglior attaccante    | Alessandro Fei   | Italia      |
| Miglior muro          | Ryan Miller      | Stati Uniti |
| Miglior servizio      | Ahmed Abdallah   | Egitto      |
| Miglior palleggiatore | Ricardo Garcia   | Brasile     |
| Miglior ricevitore    | Shen Qiong       | Cina        |
| Miglior difesa        | Chu Hui          | Cina        |
| Miglior libero        | Mirko Corsano    | Italia      |